# 노모토 야스히로
노모토 야스히로(일본어: 野本 安啓, 1983년 6월 25일 ~ )는 일본의 전 축구 선수이다.

## 구단 경력
과거 제프 유나이티드 이치하라, 알비렉스 니가타 싱가포르, 콘사돌레 삿포로, 뉴웨이브 기타큐슈, 파지아노 오카야마, V-파렌 나가사키, 블라우블리츠 아키타에서 활동하였다.